# Golfe nos Jogos Olímpicos de Verão de 2024 - Individual feminino
O torneio individual feminino de golfe nos Jogos Olímpicos de Verão de 2024 ocorreu entre 7 e 10 de agosto de 2024 no Campo Albatros do Le Golf National, em Guyancourt. Um total de 60 golfistas de 33 Comitês Olímpicos Nacionais (CON) participaram do evento.

## Qualificação
Cada CON poderia qualificar de um a quatro golfistas, com base no ranking mundial de 24 de junho de 2024. As 60 melhores golfistas, sujeitos aos limites por nação e às garantias para país-sede e representação continental, foram selecionadas. Uma nação poderia ter três ou quatro golfistas se todas estivessem entre as 15 melhores do ranking; de outra maneira, cada nação estaria limitada a duas golfistas. Uma vaga foi garantida ao país-sede, França, e outras cinco foram garantidas para permitir representação de todos os continentes.

## Formato
Seguindo o formato utilizado quando do retorno do golfe aos Jogos Olímpicos em 2016, a competição é um torneio de quatro rodadas de jogo por tacadas, com o menor placar após os 72 buracos vencendo.

## Calendário
Horário local (UTC+2)
| Data                 | Hora | Rodada          |
| -------------------- | ---- | --------------- |
| 7 de agosto de 2024  | 9:00 | Primeira rodada |
| 8 de agosto de 2024  | 9:00 | Segunda rodada  |
| 9 de agosto de 2024  | 9:00 | Terceira rodada |
| 10 de agosto de 2024 | 9:00 | Rodada final    |

## Medalhistas
| Ouro   | NZL Lydia Ko         |
| Prata  | GER Esther Henseleit |
| Bronze | CHN Lin Xiyu         |

## Resultados

### Primeira rodada
Quarta-feira, 7 de agosto de 2024
Perrine Delacour, da França, teve a honra de dar a tacada inicial. Sua compatriota Céline Boutier deu uma tacada de sete abaixo do par de 67 para assumir a liderança por três tacadas sobre Ashleigh Buhai, da África do Sul. Apenas 12 jogadoras obtiveram o par e a média de pontuação foi de 74,1 (+3,1).
| Pos. | Golfista        | CON                | Resultado | Para o par |
| ---- | --------------- | ------------------ | --------- | ---------- |
| 1    | Céline Boutier  | FRA França         | 65        | −7         |
| 2    | Ashleigh Buhai  | RSA África do Sul  | 68        | −4         |
| =3   | Gaby López      | MEX México         | 70        | −2         |
| =3   | Morgane Métraux | SUI Suíça          | 70        | −2         |
| =3   | Mariajo Uribe   | COL Colômbia       | 70        | −2         |
| =3   | Lilia Vu        | USA Estados Unidos | 70        | −2         |
| =7   | Celine Borge    | NOR Noruega        | 71        | −1         |
| =7   | Diksha Dagar    | IND Índia          | 71        | −1         |
| =7   | Minjee Lee      | AUS Austrália      | 71        | −1         |
| =7   | Lin Xiyu        | CHN China          | 71        | −1         |
| =7   | Alena Sharp     | CAN Canadá         | 71        | −1         |
| =7   | Miyū Yamashita  | JPN Japão          | 71        | −1         |

### Segunda rodada
Quinta-feira, 8 de agosto de 2024
Morgane Métraux, da Suíça, fez 66 na segunda rodada para assumir a liderança por uma tacada sobre Yin Ruoning, da China. A líder da primeira rodada, Céline Boutier, da França, fez 76 para ficar a cinco tacadas da liderança. A atual medalhista de ouro, Nelly Korda, estava seis tacadas atrás de Métraux.
| Pos. | Golfista           | CON               | Resultado | Para o par |
| ---- | ------------------ | ----------------- | --------- | ---------- |
| 1    | Morgane Métraux    | SUI Suíça         | 70-66=136 | −8         |
| 2    | Yin Ruoning        | CHN China         | 72-65=137 | −7         |
| 3    | Lydia Ko           | NZL Nova Zelândia | 72-67=139 | −5         |
| =4   | Pia Babnik         | SLO Eslovênia     | 74-66=140 | −4         |
| =4   | Mariajo Uribe      | COL Colômbia      | 70-70=140 | −4         |
| =6   | Céline Boutier     | FRA França        | 65-76=141 | −3         |
| =6   | Ashleigh Buhai     | RSA África do Sul | 68-73=141 | −3         |
| =6   | Lin Xiyu           | CHN China         | 71-70=141 | −3         |
| =6   | Bianca Pagdanganan | PHI Filipinas     | 72-69=141 | −3         |
| =6   | Atthaya Thitikul   | THA Tailândia     | 72-69=141 | −3         |
| =6   | Miyū Yamashita     | JPN Japão         | 71-70=141 | −3         |

### Terceira rodada
Sexta-feira, 9 de agosto de 2024
Lydia Ko, da Nova Zelândia, fez 68 na terceira rodada e empatou com a líder da segunda rodada, Morgane Métraux, da Suíça. Miyū Yamashita (Japão) e Rose Zhang (Estados Unidos) estavam a duas tacadas da liderança.
| Pos. | Golfista         | CON                | Resultado    | Para o par |
| ---- | ---------------- | ------------------ | ------------ | ---------- |
| =1   | Lydia Ko         | NZL Nova Zelândia  | 72-67-68=207 | −9         |
| =1   | Morgane Métraux  | SUI Suíça          | 70-66-71=207 | −9         |
| =3   | Miyū Yamashita   | JPN Japão          | 71-70-68=209 | −7         |
| =3   | Rose Zhang       | USA Estados Unidos | 72-70-67=209 | −7         |
| 5    | Atthaya Thitikul | THA Tailândia      | 72-69-69=210 | −6         |
| 6    | Mariajo Uribe    | COL Colômbia       | 70-70-71=211 | −5         |
| =7   | Céline Boutier   | FRA França         | 65-76-71=212 | −4         |
| =7   | Nelly Korda      | USA Estados Unidos | 72-70-70=212 | −4         |
| =7   | Lin Xiyu         | CHN China          | 71-70-71=212 | −4         |
| =7   | Yin Ruoning      | CHN China          | 72-65-75=212 | −4         |

### Rodada final
Sábado, 10 de agosto de 2024
Lydia Ko, da Nova Zelândia, fez uma rodada final de 71 para levar a medalha de ouro por duas tacadas. Esther Henseleit, da Alemanha, fez 66, a segunda melhor rodada do dia, para ganhar a medalha de prata e Lin Xiyu, da China, levou a medalha de bronze, uma tacada atrás de Henseleit. Ko já havia ganhado uma medalha de prata em 2016 e uma medalha de bronze em 2020. A vitória também rendeu a Ko a entrada no "hall da fama" da LPGA.
| Pos.              | Golfista                | CON                | Rodada 1 | Rodada 2 | Rodada 3 | Rodada 4 | Total | Para o par |
| ----------------- | ----------------------- | ------------------ | -------- | -------- | -------- | -------- | ----- | ---------- |
| Medalha de ouro   | Lydia Ko                | NZL Nova Zelândia  | 72       | 67       | 68       | 71       | 278   | −10        |
| Medalha de prata  | Esther Henseleit        | GER Alemanha       | 72       | 73       | 69       | 66       | 280   | −8         |
| Medalha de bronze | Lin Xiyu                | CHN China          | 71       | 70       | 71       | 69       | 281   | −7         |
| =4                | Bianca Pagdanganan      | PHI Filipinas      | 72       | 69       | 73       | 68       | 282   | −6         |
| =4                | Hannah Green            | AUS Austrália      | 77       | 70       | 66       | 69       | 282   | −6         |
| =4                | Amy Yang                | KOR Coreia do Sul  | 72       | 71       | 70       | 69       | 282   | −6         |
| =4                | Miyū Yamashita          | JPN Japão          | 71       | 70       | 68       | 73       | 282   | −6         |
| =8                | Hsu Wei-ling            | TPE Taipé Chinês   | 74       | 69       | 72       | 68       | 283   | −5         |
| =8                | Rose Zhang              | USA Estados Unidos | 72       | 70       | 67       | 74       | 283   | −5         |
| =10               | Maja Stark              | SWE Suécia         | 72       | 72       | 71       | 69       | 284   | −4         |
| =10               | Yin Ruoning             | CHN China          | 72       | 65       | 75       | 72       | 284   | −4         |
| =10               | Mariajo Uribe           | COL Colômbia       | 70       | 70       | 71       | 73       | 284   | −4         |
| =13               | Albane Valenzuela       | SUI Suíça          | 72       | 74       | 74       | 65       | 285   | −3         |
| =13               | Dottie Ardina           | PHI Filipinas      | 76       | 72       | 69       | 68       | 285   | −3         |
| =13               | Ashleigh Buhai          | RSA África do Sul  | 68       | 73       | 74       | 70       | 285   | −3         |
| =13               | Azahara Muñoz           | ESP Espanha        | 78       | 69       | 69       | 69       | 285   | −3         |
| =13               | Brooke Henderson        | CAN Canadá         | 74       | 73       | 67       | 71       | 285   | −3         |
| =18               | Pei-Yun Chien           | TPE Taipé Chinês   | 76       | 71       | 71       | 68       | 286   | −2         |
| =18               | Céline Boutier          | FRA França         | 65       | 76       | 71       | 74       | 286   | −2         |
| =18               | Atthaya Thitikul        | THA Tailândia      | 72       | 69       | 69       | 76       | 286   | −2         |
| =18               | Morgane Métraux         | SUI Suíça          | 70       | 66       | 71       | 79       | 286   | −2         |
| =22               | Minjee Lee              | AUS Austrália      | 71       | 74       | 71       | 71       | 287   | −1         |
| =22               | Pia Babnik              | SLO Eslovênia      | 74       | 66       | 74       | 73       | 287   | −1         |
| =22               | Nelly Korda             | USA Estados Unidos | 72       | 70       | 70       | 75       | 287   | −1         |
| =25               | Kim Hyo-joo             | KOR Coreia do Sul  | 76       | 70       | 73       | 69       | 288   | E          |
| =25               | Ko Jin-young            | KOR Coreia do Sul  | 73       | 73       | 73       | 69       | 288   | E          |
| =27               | Charley Hull            | GBR Grã-Bretanha   | 81       | 71       | 69       | 68       | 289   | +1         |
| =27               | Linn Grant              | SWE Suécia         | 74       | 71       | 73       | 71       | 289   | +1         |
| =29               | Aditi Ashok             | IND Índia          | 72       | 71       | 79       | 68       | 290   | +2         |
| =29               | Emma Spitz              | AUT Áustria        | 75       | 70       | 75       | 70       | 290   | +2         |
| =29               | Gaby López              | MEX México         | 70       | 74       | 76       | 70       | 290   | +2         |
| =29               | Celine Borge            | NOR Noruega        | 71       | 73       | 75       | 71       | 290   | +2         |
| =29               | Manon De Roey           | BEL Bélgica        | 72       | 75       | 71       | 72       | 290   | +2         |
| =29               | Patty Tavatanakit       | THA Tailândia      | 76       | 71       | 68       | 75       | 290   | +2         |
| 35                | Alexandra Försterling   | GER Alemanha       | 76       | 75       | 71       | 70       | 292   | +4         |
| =36               | Nanna Koerstz Madsen    | DEN Dinamarca      | 74       | 75       | 72       | 72       | 293   | +5         |
| =36               | Lilia Vu                | USA Estados Unidos | 70       | 73       | 76       | 74       | 293   | +5         |
| =36               | Georgia Hall            | GBR Grã-Bretanha   | 74       | 74       | 71       | 74       | 293   | +5         |
| 39                | Stephanie Meadow        | IRL Irlanda        | 78       | 74       | 72       | 70       | 294   | +6         |
| 40                | Shannon Tan             | SGP Singapura      | 78       | 70       | 73       | 74       | 295   | +7         |
| 41                | Klára Spilková          | CZE Chéquia        | 77       | 73       | 70       | 76       | 296   | +8         |
| =42               | Perrine Delacour        | FRA França         | 79       | 78       | 74       | 66       | 297   | +9         |
| =42               | Alena Sharp             | CAN Canadá         | 71       | 76       | 77       | 73       | 297   | +9         |
| =44               | Emily Kristine Pedersen | DEN Dinamarca      | 73       | 79       | 75       | 72       | 299   | +11        |
| =44               | Paula Reto              | RSA África do Sul  | 78       | 73       | 76       | 72       | 299   | +11        |
| =44               | Anne van Dam            | NED Países Baixos  | 75       | 74       | 78       | 72       | 299   | +11        |
| =47               | Madelene Stavnar        | NOR Noruega        | 76       | 73       | 76       | 75       | 300   | +12        |
| =47               | Sarah Schober           | AUT Áustria        | 75       | 73       | 73       | 79       | 300   | +12        |
| =49               | Ana Belac               | SLO Eslovênia      | 77       | 72       | 76       | 76       | 301   | +13        |
| =49               | Carlota Ciganda         | ESP Espanha        | 73       | 78       | 75       | 75       | 301   | +13        |
| =49               | Diksha Dagar            | IND Índia          | 71       | 72       | 80       | 78       | 301   | +13        |
| 52                | Ines Laklalech          | MAR Marrocos       | 78       | 75       | 77       | 73       | 303   | +15        |
| 53                | Alessandra Fanali       | ITA Itália         | 75       | 76       | 77       | 76       | 304   | +16        |
| 54                | Yuka Saso               | JPN Japão          | 77       | 74       | 72       | 82       | 305   | +17        |
| =55               | Ashley Lau              | MAS Malásia        | 72       | 77       | 79       | 78       | 306   | +18        |
| =55               | Sára Kousková           | CZE Chéquia        | 73       | 77       | 79       | 77       | 306   | +18        |
| 57                | Ursula Wikström         | FIN Finlândia      | 82       | 72       | 81       | 72       | 307   | +19        |
| 58                | María Fassi             | MEX México         | 78       | 82       | 74       | 75       | 309   | +21        |
| 59                | Leona Maguire           | IRL Irlanda        | 78       | 79       | 83       | 71       | 311   | +23        |
| WD                | Noora Komulainen        | FIN Finlândia      | 84       | 82       | 78       | DNF      | 244   | DNF        |